# Charles Green (Koch)

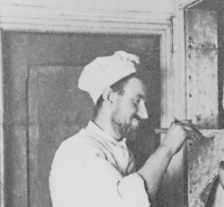
Charles Green an Bord der Endurance (ca. 1914)

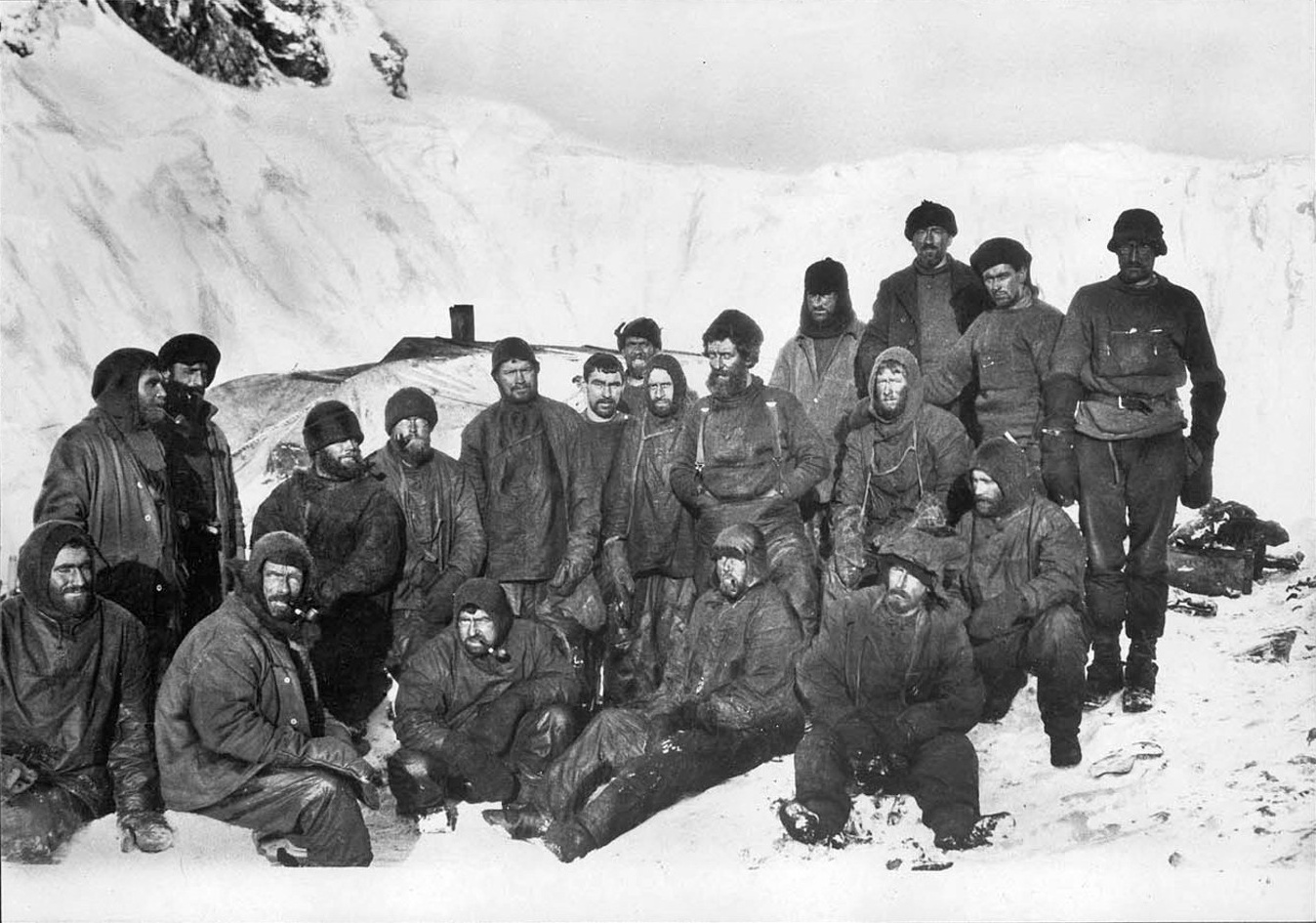
Charles Green (ganz links) und der Großteil der anderen auf Elephant Island gestrandeten Männer der Endurance-Expedition (1916)

Charles John Green (* 24. November 1888 in Richmond, Surrey; † 26. September 1974 in Beverly, Yorkshire) war ein britischer Koch, der an zwei Antarktisexpeditionen des britischen Polarforschers Ernest Shackleton teilnahm.

## Leben
Green war das älteste von fünf Kindern des Bäckers Ernest Frederick Green (1861–1938) und dessen Frau Sarah Annie Green (geborene Stocker, 1861–unbekannt). Im Alter von 22 Jahren heuerte er als Koch und Bäcker auf dem Passagierdampfer Sardinian an.
Er gehörte zur Besatzung der Andes, als diese 1914 zeitgleich mit dem Forschungsschiff Endurance im Hafen von Buenos Aires vor Anker lag. Durch die Entlassung deren Schiffskochs wurde Green Mitglied der Mannschaft für die Endurance-Expedition (1914–1917) unter Ernest Shackleton. Green bereitete für die 28 Männer täglich vier Mahlzeiten zu und buk 12 Brote. Nach dem Untergang der Endurance im November 1915 versorgte er die auf dem Eis des Weddell-Meers gestrandete Mannschaft in einer improvisierten Feldküche mit warmem Essen, vorwiegend mit Hoosh aus Seetang vermengt mit Fleisch von Pinguinen, Napfschnecken, Robben und Raubmöwen. In der Zeit auf Elephant Island ab April 1916 gelang es trotz beschränkter Mittel unter anderem durch seine Kochkünste, die Männer in einem verhältnismäßig guten gesundheitlichen Zustand zu behalten. Dokumentierter Höhepunkt war dort das Essen zur südlichen Wintersonnenwende. Den Männern war es gelungen, einen See-Elefanten zu erlegen, in dessen Magen sich 30 unverdaute Fische befanden. Als Vorspeise wurden Möwen gereicht, die sie mit Bindfäden gefangen hatten. Das Dessert bestand aus einem Kuchen, den Green aus bereits verschimmelten Riegeln, Keksen und einigen Schlittenrationen zubereitet hatte.
Als Green 1916 zu seinen Eltern zurückkehrte, hielten diese ihn bereits für tot. Geld, das Green 1914 auf dem Postweg von Buenos Aires zu ihnen geschickt hatte, war dort nie eingetroffen, weil das Schiff mit seiner Nachricht in den ersten Wochen des Ersten Weltkriegs torpediert worden und gesunken war. Greens Eltern hatten sich für ihr Auskommen seiner Lebensversicherung bemächtigen müssen. Er meldete sich als Kriegsfreiwilliger bei der Royal Navy und diente fortan auf dem Zerstörer Wakeful. Im November 1918 wurde er für seine Verdienst um die Endurance-Expedition mit der bronzenen Ausführung der Polar Medal ausgezeichnet. Im selben Monat heiratete er die aus Hull stammende Ethel May Johnson (1892–1936); die Ehe blieb kinderlos.
Green gehörte auch zur Mannschaft von Shackletons Quest-Expedition (1921–1922). Laut seiner Kameraden seien seine Fähigkeiten als Koch so gut gewesen, dass er ein Paar alte Stiefel so hätte zubereiten können, dass sie Speisen im Carlton Hotel übertroffen hätten. Nach seiner Rückkehr von dieser Forschungsreise war er als Koch bei der britischen Handelsmarine angestellt. Im Jahr 1931 kehrte er nach Hause zurück, betrieb fortan eine Bäckerei in Hull und betreute seine kränkelnde Ehefrau.
In den weiteren Jahren hielt Green zahllose Vorträge über seine Erlebnisse bei Shackletons Expeditionen für Organisationen und in Schulen im Vereinigten Königreich und in Übersee. Als einer der letzten Endurance-Veteranen starb er 1974 im Alter von 85 Jahren an den Folgen einer Bauchfellentzündung.